# 高崎経済大学
高崎経済大学（たかさきけいざいだいがく、英語: Takasaki City University of Economics）は、群馬県高崎市上並榎町1300番地に本部を置く日本の公立大学。1952年創立、1957年大学設置。大学の略称は高経大（たかけいだい）、高経（たかけい）。高崎市および近隣地域では経大（けいだい）と呼ばれることもある。

## 概観

### 大学全体
第二次世界大戦後、群馬県における官立高等教育機関は群馬大学として統合された。高崎市は北関東随一の商都にふさわしい経済・経営系部局の誘致をはかったが叶わず、旧制高等商業学校の系譜に連なる高等教育機関を独自に設置することとなった。市はまず1952年に高崎市立短期大学を設置した。1957年、短期大学を発展的に改組して旧帝国陸軍の歩兵第15連隊兵舎跡地に高崎経済大学を設立した。
2011年4月より、設置者が高崎市から、高崎市が設立した公立大学法人高崎経済大学に移管された。ただし、高崎経済大学附属高等学校は設置・運営共に高崎市のままである。

### 学風および特色
大学設立時、群馬県内はもとより近隣諸県に経済学部を有する大学はなかった。また、今日でも北関東および信越地方においては社会科学系大学院を博士後期課程まで設置している大学は数が限られている。さらには、北関東で唯一、経済学・経営学と地域政策学の3分野を研究できる大学院である。
経済・地域政策のいずれの部局でも学士・修士・博士の3つの学位を授与する教育課程を有し、高等教育機関としての組織改革は一段落している。2006年、国公立大学としては先駆けて観光政策学科を地域政策学部に設置したほか、2017年には国際学科を経済学部に設置した。
現在、学部入試は大きく分けて推薦入試と一般入試の2種類が存在する。一般入試は、国立大学と同じ前期日程【両学部】および後期日程【地域政策学部】と、公立大学独自の中期日程（旧C日程）【経済学部】が行われている。例年、2次試験は全国10都市（高崎、札幌、仙台、東京、金沢、名古屋、大阪、岡山、高松、福岡）に試験会場が設けられ、全国各地から受験生を集めている。大学案内によれば2021年5月現在、全学生に占める群馬県出身者は27.6%であり、残りの72.4%は県外出身者である。県外出身者では特に、北海道、東北、関東、甲信越、東海の各地方出身者が多い。
1990年代初頭には、15,000人を超える志願者を集め競争率は40倍以上になるなど、国公立大学のなかでも受験生を多数集める大学として知られていた。

## 沿革

### 年表
- 1952年 - 高崎市立短期大学設立。定員200名、商経科のみ、昼夜開講制。[1]
- 1955年 - 住谷啓三郎市長が短大廃止を表明、反対署名により廃止ではなく4 年制大学昇格に変更される。[1]
- 1956年 - 大学の設置認可申請書が文部省に提出。短大の教授の大半が外されることを知った教授会は短大施設の譲渡に対し反対表明、市議会は短大の大学昇格ではなく、短大の廃止と4 年制大学の新設として議決。[1]
- 1957年 - 高崎市立高崎経済大学を設立、経済学部経済学科を設置。初代学長に田辺忠男[1]。
- 1961年 - 新校舎落成。校舎の資金計画をめぐって学長と市長とが対立し学長辞任、２代目学長に北原金司就任。[1]
- 1964年 - 経済学部経営学科設置。3代目学長に田中精一就任[1]。
- 1965年 - 入試合格者とは別に地元の子弟82名を委託生として受け入れ。これに反発した学生らが授業放棄、一時休校。市長が大学の私立化を表明したことから教授会が反発し学長辞任。学生による私学化反対運動が起こり逮捕者を出す。[1]
- 1966年 - 4代目学長に徳田進就任。
- 1968年 - 5代目学長に三潴信吾就任[2]
- 1970年 - 入学定員400名に増員。[1]
- 1994年 - 附属高等学校開校。
- 1996年 - 地域政策学部地域政策学科設置。
- 2000年 - 大学院地域政策研究科（修士課程）設置。
- 2002年 - 大学院経済・経営研究科（修士課程）設置、大学院地域政策研究科（博士後期課程）設置。
- 2003年 - 地域政策学部地域づくり学科設置。
- 2004年 - 大学院経済・経営研究科（博士後期課程）設置。
- 2006年 - 地域政策学部観光政策学科設置。
- 2011年 - 公立大学法人化。
- 2017年 - 経済学部国際学科設置。

### 歴代学長
1. 田辺忠男（1957年-） - 前身の高崎市立短期大学初代校長・河西太一郎の先輩で立教大学教授時代には河西と立教社会科学研究会を組織していた[3]
2. 北原金司（1961年-）
3. 田中精一（1964年-） - 1908年生まれ。1931年東京帝国大学経済学部卒。立教大学経済学部教授。1976年9月15日、妻と共に遊覧飛行でセスナ機に搭乗中、機長を刺傷したのち、夫婦で機体から飛び降り、消息不明となった[4][5]。
4. 徳田進 （1966年-）
5. 三潴信吾（1968年-） - 1916年東京生まれ、2003年没。憲法学者。[6]
6. 川端清策
7. 庄司哲太
8. 石井學（1990年-）
9. 山崎益吉（1996年-）
10. 石井學（1998年-）
11. 木暮至（2006年-） - 1942年群馬県生まれ。群馬県立前橋高等学校、早稲田大学卒、同大学院商学研究科経営経済専修博士課程、1971年本校経済学部助手のち教授[7]。学生の自殺が相次いだことや、自分自身の不正な単位認定が問題化したことにより2007年引責辞任[8]。
12. 吉田俊幸（2007年-） - 1948年生まれ。東京大学農学部卒、同農学系大学院博士課程単位取得、農学博士。財団法人農政調査委員会、国内調査部長・主任研究員を経て1996年４月より本校教授[9]
13. 石川弘道
14. 村山元展（2017年-）
15. 水口剛 (会計学者)（2021年-）

## 基礎データ

### 所在地
- 〒370-0801　群馬県高崎市上並榎町1300番地

### 象徴[10][11]

#### 学章
「三扇」（みつおうぎ）と呼ばれ、扇を3つ使用したデザインである。上野国（現在の群馬県）高崎藩を治めていた大河内氏の替紋が三ツ扇（みつおうぎ）であり、別名「高崎扇」とも呼ばれ、学章はこの形を基盤としている。学生生活協同組合（大学生協）の建物「三扇会館」、学園祭「三扇祭」など、大学に関連する建築物や催しなどにたびたびこの名前が登場する。

#### 学歌
作詞・作曲：明本京静

#### 応援
応援団には「三扇節」という大学独特の応援があり、名物となっている。応援には戦前、高崎に歩兵第15連隊が駐屯していたことから、「高崎歩兵第十五連隊（高崎歩兵第十五連隊歌）」もある等、大学全体で高崎の歴史を重んじている。

#### シンボルマーク・ロゴ
大学50周年を迎えた2007年、シンボルマークが一般公募により新たに制定された。

#### マスコットキャラクター
2011年の大学法人化を契機として2010年、高崎経済大学の「高（鷹）」と高崎の特産「達磨」をモチーフにしたマスコットキャラクターが誕生し、様々な場面で利用されている。

#### 記念碑
2011年11月5日、応援団創立50周年の記念事業の一環として、高崎経済大学の開学の地である、高崎市役所横・ハローフォーラムの交差点脇に記念碑が建立された。

## 教育および研究

### 組織

#### 学部
- 経済学部[注 1]
卒業にあたり授与される学位はいずれも「学士（経済学）」
  - 経済学科
  - 経営学科
  - 国際学科
- 地域政策学部[注 2]
卒業にあたり授与される学位はいずれも「学士（地域政策学）」
  - 地域政策学科
  - 地域づくり学科
  - 観光政策学科

#### 大学院
- 経済・経営研究科
  - 博士前期課程
    - 現代社会経済システム専攻
    - 現代経営ビジネス専攻

  - 博士後期課程
    - 現代経済経営研究専攻
- 地域政策研究科
  - 地域政策専攻（博士前期課程・博士後期課程）

#### 附属機関
- 附属図書館

- 研究機関
- 知の拠点化推進室
  - 地域科学研究所
- 情報基盤センター
- 広報センター
- 国際センター
- 学生部
  - 学生支援センター
  - キャリア支援センター
- 附属学校 
  - 高崎市立高崎経済大学附属高等学校

### 教育
- 特色ある大学教育支援プログラム
  - 2003年度採択、地域政策学部、「学部理念に基づいた地域・社会との連携」

- 現代的教育ニーズ取組支援プログラム
  - 2004年度採択、地域政策学部、「地域づくりへの学生参加教育プロジェクト」
  - 2005年度採択、経済学部、「新地場産業の創出と参加型学生教育」

- 大学院教育改革支援プログラム
  - 2007年度採択、地域政策研究科、「地域政策の実践的体系化による高度人材育成」

## 学生生活

### 学生団体
大学公認の学生団体として、体育会、文化サークル協議会、応援団、吹奏楽部、ゼミナール協議会、地域政策学部ゼミナール協議会、三扇祭実行委員会、国際交流協会（TIES）がある。また、これらの団体を統括する組織として学生団体連絡協議会（学連協）がある。

### 学園祭
毎年10月下旬から11月上旬の平日・土日を利用して学園祭「三扇祭」（みつおうぎさい）が開催される。

### スポーツ
毎年6月、都留文科大学との間でスポーツ交流戦「鶴鷹祭」（かくようさい：都留＝鶴、高崎＝鷹）が行われる。隔年ごとに都留文科大学・高崎経済大学で開催される。

### 他大学との交流
近年、「ぐんま公立三大学」と称して前橋工科大学、群馬県立女子大学と単位互換制度や合同入試説明会を行うなど新たな連携を行っている。

### 留年者
平成21年度においては4学年の1131人の内留年した学生は216人で、割合にして約20％で5人に1人が留年している事となる。また学部ごとの留年率は経済学部で572人の内143人で25％、地域政策学部で559人の内73人で13％であり、前者は4人に1人、後者で8人に1人の留年率となっている。経済学部では1学年から2学年に進級するのに一定の条件が設けられているが、地域政策学部にはこのような条件はない。

## 大学関係者と組織

### 役員[15]
- 理事長：市川豊行（2022年1月1日より）
- 副理事長兼学長：水口剛（2021年より）

### 大学関係者組織
- 高崎経済大学同窓会[16]
同窓組織は、三扇会とも呼ばれる。2020年9月の時点で、全国に30の支部をおく[17]。

- 高崎経済大学後援会[18]
高崎経済大学後援会は、1960年に当時の文部省に認可を受けた財団法人である。

## 対外関係

### 海外提携校
2022年8月現在、以下の20の大学の提携校がある。
アメリカ
- ウェスト・テキサスA&M大学
- テネシー大学マーティン校
- ウェスタン・ミシガン大学
- ハワイ大学マノア校

イギリス
- ケンブリッジ大学Homerton College（英語: Homerton College）
- アベリストウィス大学

アイルランド
- ダブリンシティ大学

ドイツ
- ルートヴィヒスハーフェン経済大学

オーストラリア
- ラ・トローブ大学

中華人民共和国
- 中央財経大学

モンゴル
- モンゴル国立大学

ウズベキスタン
- タシケント国立経済大学

ポーランド
- ヴロツワフ経済大学

ベトナム
- ダナン外国語大学

フィリピン
- パーペチュアル・ヘルプ大学

韓国
- 南ソウル大学校

カナダ
- トンプソン・リバーズ大学

タイ
- メーファールアン大学

ニュージーランド
- ワイカト大学

台湾
- 淡江大学

## 施設

### キャンパス
- 使用学部：経済学部、地域政策学部

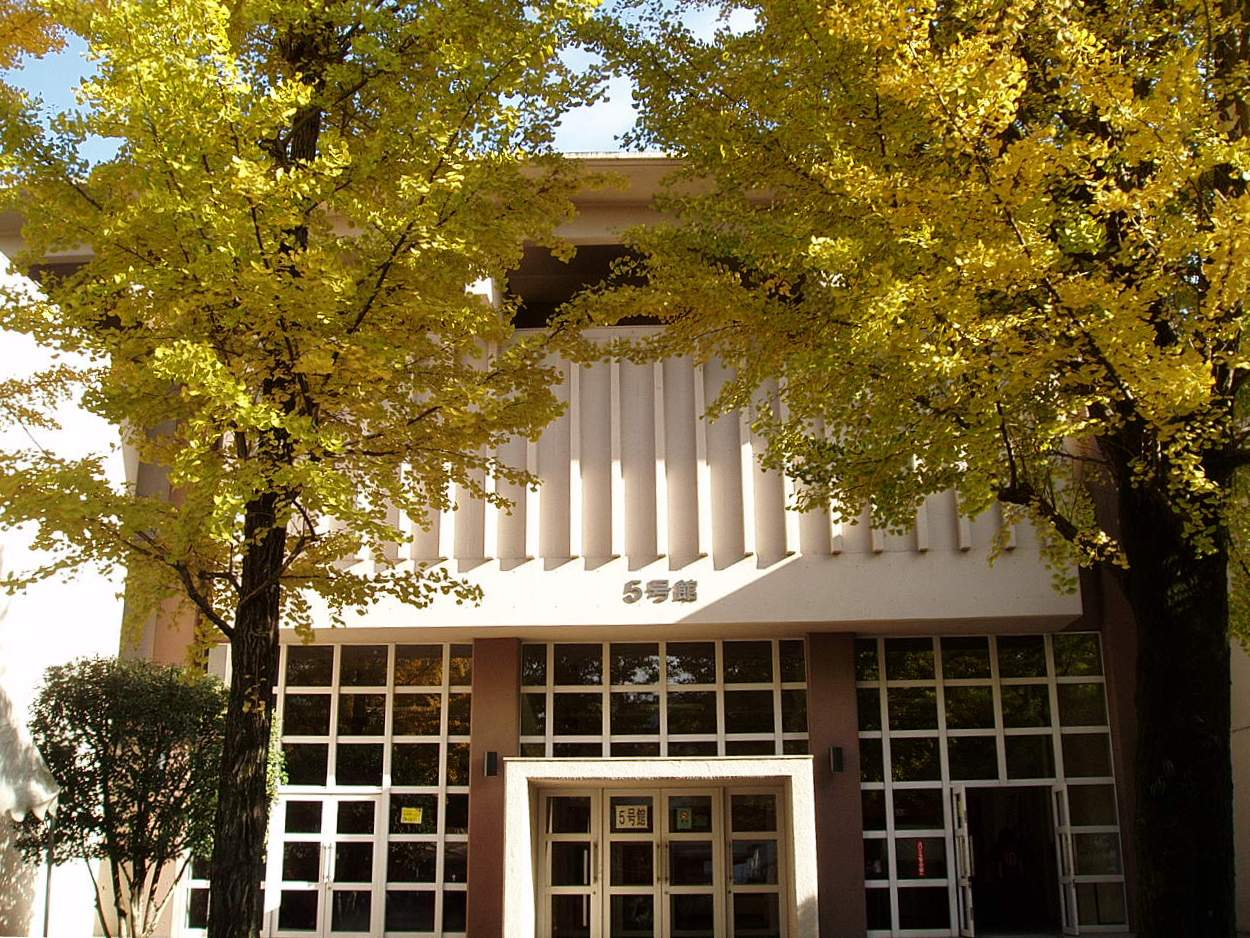
5号館(旧称東館、1975年3月落成)

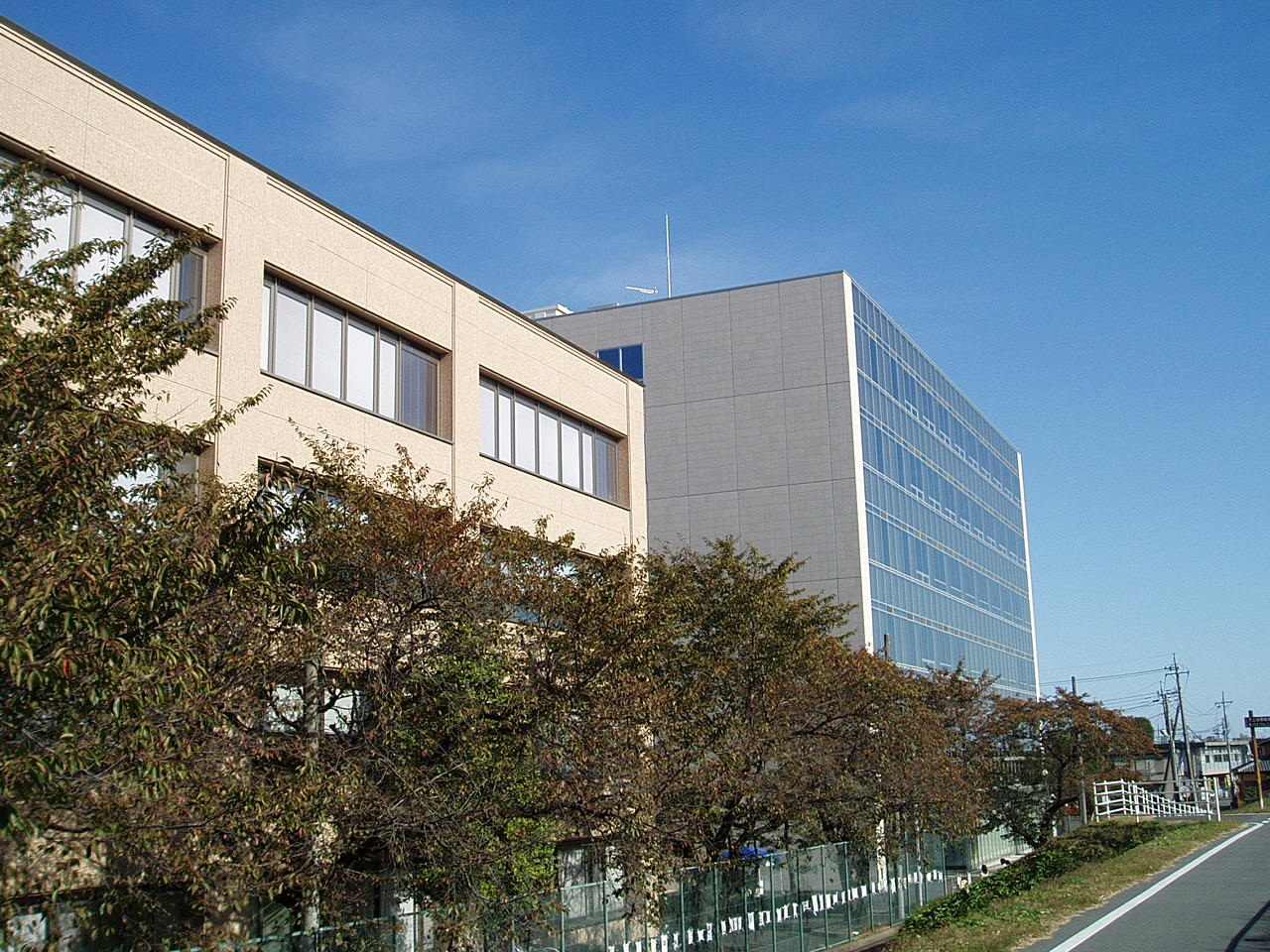
6号館（左）・7号館（右）

- 使用研究科：経済・経営学研究科、地域政策研究科

- 交通アクセス[20]：高崎駅から群馬バス、または市内循環バスぐるりんで約20分。いずれも「経大前」バス停下車する。自転車でも約30分。2026年に最寄駅となる「豊岡だるま駅」が開業予定。

- キャンパス内施設
  - 事務棟・研究棟
    - かつて事務棟の1階にはセブンイレブンが入居していたが、現在は後援会事務局となっている[21]。

  - 1, 2, 3, 4, 5, 6, 7号館
    - 学部生の授業で用いられるのは主に1, 2, 3, 6, 7号館である。
    - 4号館は大学院研究棟であり、大学院生が使用する。
    - 5号館は現在使用されていない。
    - 1～7号館の中では2009年4月に竣工した7号館が最も新しい。7号館の1階には生協食堂（オアシス食堂）が入居している[22]。

  - 図書館[23]
    - 鉄筋コンクリート地下1階・地上4階（後に5階）建て、1991年4月竣工。
    - 2001年9月、書庫不足が生じたため、4階部分を上下に仕切って5階が増設された。
    - 1965年3月竣工の初代図書館は、蔵書数の増加によって解体され、現在の図書館が建設された。

  - 三扇会館
    - 鉄筋コンクリート造3階建て、1982年7月竣工。
    - 学内福利厚生充実を目的に、それまで学内に分散していた店舗や食堂を集約・拡充するために整備。1階に生協購買・書籍部、2階に生協食堂（三扇食堂）が入居している[22]。

  - 文化サークル棟、総合体育館、体育会クラブハウス、弓道場、茶道室などは主にサークル活動で使用されている。

- キャンパス外施設
  - 高経会館[24]
    - 鉄筋コンクリート造2階建て、1986年1月竣工。
    - 大学の北西に位置する研修・宿泊施設で、1985年に教員住宅3棟を解体した後に整備された[25]。

#### 廃止・閉鎖された施設
- コーヒーハウス

かつて大学正面駐車場東側の東和銀行キャッシュコーナー付近に所在した厚生施設である。1989年4月1日開店した。2005年8月に閉店後、同年11月1日、跡地にマクドナルドが開店した。その後、マクドナルドも閉店し、建物は解体された。
- 白馬セミナーハウス

長野県白馬村の中心地に所在した研修施設である。平成12年10月1日にオープンしたが、平成29年3月31日をもって閉鎖した。　

## 社会との関わり
- 1960年代の学内における学生運動と、それが大学当局に封殺されるまでを描いたドキュメンタリー映画『圧殺の森』が1967年に公開された[29]。

### 入学試験の出題ミス
- 2014年に実施した経済学部と地域政策学部の一般入試前期日程試験の「日本史B」と「地理B」で出題ミスがあった。日本史Bは583人、地理Bは122人が受験した[30]。
- 2013年に実施した経済学部と地域政策学部の一般入試前期日程試験の日本史Bで、外部からの指摘により問題の一部が成立していなかったことが判明した。1年後に採点し直した結果、新たな合格者が3人いたと発表した。2人はその年の中期日程試験で合格したが、1人は1年間浪人した。浪人した受験生には石川学長らが謝罪。高経大には入学せず、高経大が予備校の費用や慰謝料を支払うことで合意した。昨年合格した2人の2度目の試験費用を含め、補償額は計約200万円だという[31]。